# Coptisin
Coptisin ist ein Alkaloid aus der Gruppe der Protoberberin-Alkaloide.

## Vorkommen

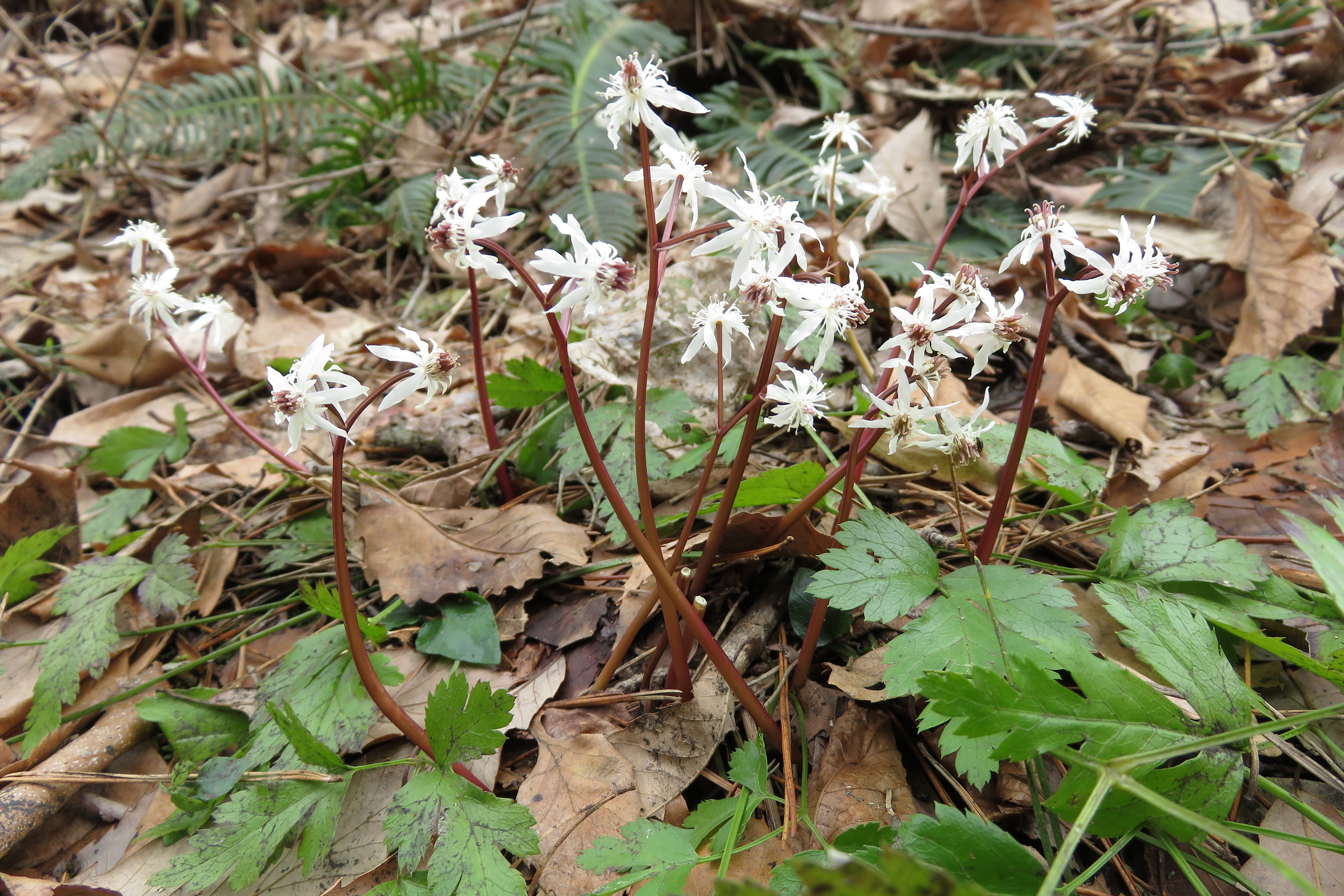
Japanischer Goldfaden (Coptis japonica)

Es kommt im Chinesischen Goldfaden (Coptis chinensis), Japanischen Goldfaden (Coptis japonica), Schöllkraut und Opium vor.
Es besitzt einen bitteren Geschmack und wird in der chinesischen Pflanzenheilkunde zusammen mit der verwandten Verbindung Berberin bei Verdauungsstörungen durch bakterielle Infektionen eingesetzt.